# Teiche an den Sieben Quellen
Teiche an den Sieben Quellen este o arie protejată (arie specială de conservare — SAC, sit de importanță comunitară — SCI) din Germania întinsă pe o suprafață de 48,38 ha, integral pe uscat.

## Localizare
Centrul sitului Teiche an den Sieben Quellen este situat la coordonatele 52°11′47″N 8°02′38″E / 52.1964°N 8.0439°E.

## Înființare
Situl Teiche an den Sieben Quellen a fost declarat sit de importanță comunitară în ianuarie 2005 pentru a proteja 1 specie de animale. Situl a fost protejat și ca arie specială de conservare în noiembrie 2007.

## Biodiversitate
Situată în ecoregiunea continentală, aria protejată nu include niciun habitat protejat.
La baza desemnării sitului se află o specie protejată de  amfibieni: triton cu creastă (Triturus cristatus).